# Landry Matete
Landry Matete Kankonde est un boxeur congolais (RDC) né le 10 juillet 2000 Kinshasa.

## Carrière
Landry Matete est médaillé de bronze dans la catégorie des moins de 86 kg aux championnats d'Afrique de boxe amateur 2022 à Maputo.
Il est boxeur du Boxing Vita Club.
Il est médaillé d'argent dans la catégorie des moins de 92 kg aux Championnats d'Afrique de boxe amateur 2024 à Kinshasa.